# ステファノ・タッコーニ
ステファノ・タッコーニ（Stefano Tacconi, 1957年5月13日 - ）は、イタリア出身の元同国代表の元サッカー選手。現役時代のポジションはゴールキーパー。

## クラブ経歴
16歳でサッカーを始めた。その後、インテル・ミラノにスカウトされ、プリマベーラでプレーした。1976-77シーズン、当時セリエDのASスポレートFCへと貸し出された。1977-78シーズンは プロ・パトリア・カルチョ、1978-79シーズンはリヴォルノへと貸し出された。リヴォルノで活躍を見せたが、インテルは、1979年にサンベネデッテーゼへ売却した。
1980-81シーズン、アヴェッリーノでセリエAデビューを果たし、3シーズンレギュラーとしてプレーした。
引退するディノ・ゾフに代わるGKを探していた、ユヴェントスFCの目に留まり、1983-84シーズン、ユヴェントスに加入した。ミシェル・プラティニ、シレアらと共に黄金期を支えた。加入後すぐにレギュラーの座を獲得、1983-84シーズンのスクデットや、1983-84シーズンのカップウィナーズカップ、1984-85シーズンのUEFAチャンピオンズカップなどのタイトル獲得に貢献、特に1985年のトヨタカップ、アルヘンチノス・ジュニアーズ戦ではPK戦において相手選手の2本のシュートを止めて優勝に貢献、後に、この試合がキャリアで最高の思い出だと語った。1991-92シーズン、終盤まで正GKを務めたが、アンジェロ・ペルッツィが正GKとしてプレーするようになると、そのシーズンでチームを離れた。ユヴェントスでは通算382試合に出場した。長年チームのキャプテンを務めていた。
1992シーズンからジェノアで年から2シーズン半プレー、ジェノア時代の1994-95シーズンには日本の三浦知良とチームメイトであったが、開幕から正GKを務めていたものの、シーズン途中に、マルキオーニが新監督に就任すると、正GKの座を明け渡すことになり、シーズン途中であったものの、37歳で現役を引退した。12節のサンプドリアとのジェノヴァダービーに先発したのが現役最後の試合となった。この頃、日本のチームからのオファーを受けたが、家庭の事情で移籍を断念した。
ユベントスレジェンドの一員として2016年に来日した。

## 代表経歴
1987年から1991年までイタリア代表でプレーし、1988年のユーロ、1990年のイタリアワールドカップに参加したが、ガッリ、ゼンガらが同時期に居た為、控えに回ることが多く、出場7試合と少ない。代表デビューは1987年6月10日のアルゼンチン戦.
当時イタリアのメデイア、ファンの間で、代表の正GKはゼンガがいいか、タッコー二がいいかという大きな論争が続いたことがあった 。1990年のワールドカップ・イタリア大会の頃はゼンガよりも調子が良く、「もし自分が途中交代ででも、準決勝のアルゼンチン戦に出場していたら、PK戦を制したのではないか。」と話していた。そのゼンガとは、ライバルであり、互いを尊敬し合う友人でもあった。
1988年のソウル五輪では正GKを務めたが、3位」決定戦で西ドイツに敗れ、メダル獲得はならなかった。

## プレースタイルなど
ユベントスの黄金期には、世界でもトップクラスのGKと考えられた選手であった。優れた運動能力とフィジカルを持ち、1対1にも強かった。

## 所属クラブ
- 1974-1975 :  ASスポレートFC
- 1975-1976 :  インテル・ミラノ
- 1976-1977 :  ASスポレートFC
- 1977-1978 :  プロ・パトリア・カルチョ
- 1978-1979 :  ASリヴォルノ・カルチョ
- 1979-1980 :  USサンベネデッテーゼ
- 1980-1983 :  USアヴェッリーノ
- 1983-1992 :  ユヴェントスFC
- 1992-1994 :  ジェノアCFC